# 小行星39543
小行星39543（39543 Aubriet）是一颗绕太阳运转的小行星，为主小行星带小行星。该小行星于1991年8月19日发现。
該小行星以法國插畫家克洛德·奧布里耶命名。

## 轨道参数
小行星39543的轨道半长轴为416 652 860 km，2.7851127 UA，离心率为0.153。